# Secuestro de Terrazas del Ávila
El Secuestro de Terrazas del Ávila, también conocido como Masacre de Terrazas del Ávila, fue una toma de rehenes ocurrida en Caracas, Venezuela, que se inició el 15 de abril de 1996 y se prolongó por más de veinte horas. El secuestro causó un saldo de dos muertos y tres heridos, después de que uno de los secuestradores se entregara, una de las rehenes pudiese huir y el secuestrador restante disparara contra la policía, seguido por una operación de rescate fallida. Al igual que durante la Tragedia del Urológico San Román en 1995, los cuerpos policiales fueron criticados por su actuación durante el secuestro. El papel de los medios de comunicación también fue criticado, siendo considerado como irresponsable. La descoordinación policial durante el operativo recibió muchas críticas, y el fracaso de la misma, al igual que en el del infortunio anteriormente mencionado, fue determinante para el entrenamiento del grupo de acciones especiales BAE de la PTJ y el éxito del rescate durante el Secuestro en Cúa en 1998.

## Secuestro
Casi 10 meses antes, el 23 de junio de 1995 ocurrió el Secuestro en el Urológico San Román, en el que hubo muchas críticas por la descoordinación policial y resultando en un saldo de cinco personas muertas y otras ocho heridas. El secuestro de Terrazas del Ávila se inició en horas de la noche del lunes 15 y se prolongó hasta las seis de la tarde del martes. La noche del 15 de abril dos delincuentes sometieron a dos mujeres en la urbanización Chuao y posteriormente se llevaron a una de ellas a su apartamento en Terrazas del Ávila con intenciones de robar. Las cosas se complicaron ante la presencia de la policía y, lo que en un principio iba a ser un robo común y corriente, se convirtió en uno de los episodios más dramáticos de la historia criminal del país.
Los acontecimientos se prolongaron por más de veinte horas y a la postre dejó un saldo de uno de los secuestradores abatidos, así como también una de las rehenes. Tres agentes policiales resultaron heridos; uno de ellos quedó parapléjico. Los plagiarios mantuvieron en su poder durante toda la noche a las hermanas Monagas. En el sitio se hizo presente el párroco de Baruta, Juan Manuel Fernández; el fiscal general Iván Darío Badell, el director del Cuerpo Técnico de Policía Judicial, comisario José Lazo Ricardi, varios diputados del Congreso Nacional y otras personalidades.
Unos trabajaron con afán; otros, buscaban publicitarse, pues nada tenían que hacer en el sitio. Algunas televisoras montaron un verdadero show e incluso desplazaron por momentos a los negociadores y se comprometieron ante los plagiarios a satisfacerles algunas peticiones. Los familiares de las dos muchachas lloraban, contaban cómo eran ellas, qué hacían. Con el pasar de las horas la tensión aumentaba, hasta que finalmente la policía logró detectar que uno de los plagiarios era Hernán López Ortuño 'Hernancito', quien se había evadido del retén de Catia donde purgaba condena por homicidio intencional en la persona del pelotero grandeliga venezolano, Gustavo Polidor. Utilizando un equipo especial las autoridades lograron interceptar una llamada de 'Hernancito' a su madre y se ubicó la dirección donde esta se encontraba. Se decidió traer a la señora a fin de que ayudara a convencerlo de que se entregara, como efectivamente sucedió en horas de la tarde del martes 16 de abril.
Junto con 'Hernancito', salió del apartamento Lorena Monagas. Fue en ese preciso instante cuando resultaron heridos dos de los agentes de la PTJ, pues el antisocial que quedaba dentro se enfureció al sentirse traicionado y abrió la puerta repentinamente y comenzó a disparar. A partir de allí las negociaciones se estancaron. No hubo ningún otro contacto y la policía comenzó a preocuparse, pues por los micrófonos que habían colocado por los ductos del aire acondicionado y de la basura, escucharon cuando el antisocial decía a María Magdalena que todo estaba perdido. Julio César Castro se sentó en la poceta y colocó a la muchacha en sus piernas en calidad de escudo. Allí permaneció casi dos horas. El fiscal general abandonó el sitio, quizá convencido de que no quedaba otra alternativa que una salida de fuerza. Casi de inmediato llegaron al lugar agentes del grupo comando de la DISIP, quienes comenzaron a tomar posiciones. Los grupos comando de dicho cuerpo y la PTJ entraron violentamente por puertas y ventanas tras detonar una carga explosiva de C4 en la entrada del apartamento. María Magdalena recibió dos disparos en la clavícula y la pelvis. Fue trasladada al hospital Domingo Luciani de El Llanito, donde falleció. Igualmente su secuestrador, Julio César Castro Zambrano, recibió varios balazos y también murió.

## Consecuencias
En su autobiografía El prisionero rojo, Iván Simonovis comparó el Secuestro en Cúa y tomas de rehenes pasadas en Venezuela con la Masacre de Múnich, en la cual después del operativo de rescate fallido por parte de la Policía Federal Alemana y de las muertes de once atletas israelíes en 1972 se creó la unidad antiterrorista GSG9, en la cual se entrenó el BAE y que más adelante realizó la operación de asalto en el aeropuerto de Mogadiscio, rescatando a todos los rehenes. Simonovis explicó que después del fracaso de los rescates en San Román y Terrazas del Ávila, se elaboraron manuales para situaciones de rehenes basados en las experiencias vividas y los protocolos internacionales de actuación, incluyendo planificación, despliegue, logística, cuerpo de mando, uso de fuerza y control de medios, los cuales fueron determinantes en el éxito del rescate en Cúa.

## Perpetradores
En la madrugada del jueves 26 de julio de 2018, Hernán Gregorio López, más conocido por su apodo como “Hernancito”, falleció durante un supuesto enfrentamiento. Funcionarios del Cuerpo de Investigaciones Científicas Penales y Criminalísticas (CICPC) lo encontraron en Artigas (municipio Libertador).